# (2294) Andronikov
(2294) Andronikov (1977 PL1; 1939 KH; 1940 SG; 1944 SA; 1948 QB; 1952 OW; 1954 BC; 1956 ND; 1963 DN; 1965 UH; 1971 BB2; 1973 TX) ist ein Asteroid des mittleren Hauptgürtels, der am 14. August 1977 vom russischen (damals: Sowjetunion) Astronomen Nikolai Stepanowitsch Tschernych am Krim-Observatorium (Zweigstelle Nautschnyj) auf der Halbinsel Krim (IAU-Code 095) entdeckt wurde.

## Benennung
(2294) Andronikov wurde nach dem russischen Literaturwissenschaftler Irakli Luarsabowitsch Andronikow (1908–1990) benannt, der der georgischen Adelsfamilie Andronikaschwili entstammte. Seine bedeutendste Arbeit war das Studium des Werks des russischen Dichters Michail Jurjewitsch Lermontows, nach dem der Asteroid (2222) Lermontov benannt wurde.